# Arquidiócesis de Mbandaka-Bikoro
La arquidiócesis de Mbandaka-Bikoro (en latín: Archidioecesis Mbandakana-Bikoroënsis y en francés: Archidiocèse de Mbandaka-Bikoro) es una circunscripción eclesiástica de la Iglesia católica en la República Democrática del Congo. Se trata de una arquidiócesis latina, sede metropolitana de la provincia eclesiástica de Mbandaka-Bikoro. Desde el 23 de noviembre de 2019 su arzobispo es Ernest Ngboko Ngombe, de la Congregación del Inmaculado Corazón de María.

## Territorio y organización
La arquidiócesis tiene 114 790 km² y extiende su jurisdicción sobre los fieles católicos de rito latino residentes en la ciudad de Mbandaka y parte de los territorios de Boende y de Monkoto en la provincia de Tshuapa, y parte de los territorios de Bikoro, Bolamba y Ingende en la provincia de Équateur.
La sede de la arquidiócesis se encuentra en la ciudad de Mbandaka, en donde se halla la Catedral de San Eugenio. En Bikoro se encuentra la Concatedral de San Vicente de Paúl.
La arquidiócesis tiene como sufragáneas a las diócesis de: Basankusu, Bokungu-Ikela, Budjala, Lisala, Lolo y Molegbe.
En 2021 en la arquidiócesis existían 35 parroquias.

## Historia

### Arquidiócesis de Mbandaka
La prefectura apostólica de Tsuapa fue erigida el 11 de febrero de 1924 con el breve In apostolico vicariatu del papa Pío XI, obteniendo su territorio del vicariato apostólico de Nouvelle-Anvers (hoy diócesis de Lisala).
El 28 de enero de 1926 cambió su nombre por el de prefectura apostólica de Coquilhatville.
El 27 de abril de 1927, con el breve In hac beati del papa Pío XI, se rediseñaron los límites con la prefectura apostólica de Léopoldville (hoy arquidiócesis de Kinsasa).
El 3 de enero de 1931 la prefectura apostólica cedió una parte de su territorio para la erección de la misión sui iuris de Bikoro.
El 22 de marzo de 1932 la prefectura apostólica fue elevada a vicariato apostólico con el breve Iam Litteris del papa Pío XI.
El 24 de mayo de 1950 cedió otra porción de su territorio al vicariato apostólico de Léopoldville (hoy arquidiócesis de Kinsasa) mediante el decreto Cum ob territorii.
El 14 de junio de 1951 cedió otra porción de territorio para la erección de la prefectura apostólica de Isangi (hoy diócesis de Isangi) mediante la bula Enascentium inter del papa Pío XII.
El 10 de noviembre de 1959 el vicariato apostólico fue elevado al rango de arquidiócesis metropolitana con la bula Cum parvulum del papa Juan XXIII.
El 11 de septiembre de 1961 cedió una porción de su territorio para la erección de la diócesis de Ikela (hoy diócesis de Bokungu-Ikela) mediante la bula Mater Ecclesia del papa Juan XXIII.
El 30 de mayo de 1966 asumió el nombre de arquidiócesis de Mbandaka.

### Diócesis de Bikoro
La misión sui iuris de Bikoro fue erigida el 3 de enero de 1931 con la breve Cum opera del papa Pío XI, obteniendo el territorio de la prefectura apostólica de Coquilhatville y del vicariato apostólico de Léopoldville (hoy arquidiócesis de Kinsasa). Incluía parte de la provincia de Équateur.
El 25 de junio de 1940, en virtud de la bula Si Evangelii del papa Pío XII, la misión sui iuris fue elevada a prefectura apostólica.
El 28 de junio de 1957 la prefectura apostólica fue elevada a vicariato apostólico con la bula Cum noverimus del papa Pío XII.
El 10 de noviembre de 1959, el vicariato apostólico fue elevado al rango de diócesis con la bula Cum parvulum del papa Juan XXIII, sufragánea de la arquidiócesis de Coquilhatville (hoy arquidiócesis de Mbandaka-Bikoro).

### Arquidiócesis de Mbandaka-Bikoro
El 12 de abril de 1975 la diócesis de Bikoro fue dividida en virtud de dos decretos Cum ad bonum de la Congregación de Propaganda Fide. La parte sur de la diócesis, incluidas las parroquias de Bolobo y Yumbi, se anexó a la diócesis de Inongo, mientras que la parte norte de la diócesis, incluidas las parroquias de Bikoro, Irebu, Bokongo, Lukolela, Itipo e Iboko, se anexó a la arquidiócesis de Mbandaka, que al mismo tiempo asumió el nombre de arquidiócesis de Mbandaka-Bikoro; la catedral de San Vicente de Paúl se convirtió en concatedral.

## Estadísticas
Según el Anuario Pontificio 2022 la arquidiócesis tenía a fines de 2021 un total de 1 620 721 fieles bautizados.
| Año                                                                             | Población            | Población | Población      | Sacerdotes | Sacerdotes    | Sacerdotes    | Bautizados por sacerdote | Diáconos permanentes | Religiosos | Religiosos | Parroquias |
| Año                                                                             | Bautizados católicos | Total     | % de católicos | Total      | Clero secular | Clero regular | Bautizados por sacerdote | Diáconos permanentes | Varones    | Mujeres    | Parroquias |
| ------------------------------------------------------------------------------- | -------------------- | --------- | -------------- | ---------- | ------------- | ------------- | ------------------------ | -------------------- | ---------- | ---------- | ---------- |
| arquidiócesis de Mbandaka                                                       |                      |           |                |            |               |               |                          |                      |            |            |            |
| 1949                                                                            | 80 278               | 423 945   | 18.9           | 53         | 1             | 52            | 1514                     |                      | 73         | 97         |            |
| 1969                                                                            | 128 721              | ?         | ?              | 40         | 4             | 36            | 3218                     |                      | 61         | 102        | 19         |
| diócesis de Bikoro                                                              |                      |           |                |            |               |               |                          |                      |            |            |            |
| 1950                                                                            | 13 344               | 82 198    | 16.2           | 14         | 0             | 14            | 953                      |                      | 20         | 16         | 7          |
| 1959                                                                            | 21 371               | 106 745   | 20.0           | 23         | 0             | 23            | 929                      |                      | 36         | 24         | 8          |
| 1969                                                                            | 26 450               | 116 250   | 22.8           | 27         | 1             | 26            | 979                      |                      | 31         | 29         | 11         |
| arquidiócesis de Mbandaka-Bikoro                                                |                      |           |                |            |               |               |                          |                      |            |            |            |
| 1980                                                                            | 177 624              | 505 000   | 35.2           | 65         | 10            | 55            | 2732                     |                      | 66         | 135        | 36         |
| 1990                                                                            | 254 722              | 689 000   | 37.0           | 71         | 25            | 46            | 3587                     |                      | 68         | 128        | 37         |
| 1996                                                                            | 296 438              | 839 327   | 35.3           | 82         | 48            | 34            | 3615                     |                      | 50         | 116        | 38         |
| 2001                                                                            | 350 096              | 864 000   | 40.5           | 63         | 39            | 24            | 5557                     |                      | 46         | 127        | 32         |
| 2002                                                                            | 360 000              | 885 000   | 40.7           | 66         | 40            | 26            | 5454                     |                      | 42         | 117        | 32         |
| 2003                                                                            | 364 000              | 898 000   | 40.5           | 60         | 38            | 22            | 6066                     |                      | 36         | 110        | 33         |
| 2004                                                                            | 364 000              | 898 000   | 40.5           | 62         | 39            | 23            | 5870                     |                      | 37         | 120        | 33         |
| 2013                                                                            | 598 000              | 1 141 000 | 52.4           | 89         | 54            | 35            | 6719                     |                      | 94         | 150        | 34         |
| 2016                                                                            | 646 000              | 1 232 000 | 52.4           | 87         | 56            | 31            | 7425                     |                      | 42         | 82         | 34         |
| 2019                                                                            | 710 000              | 1 354 000 | 52.4           | 97         | 61            | 36            | 7319                     |                      | 74         | 125        | 35         |
| 2021                                                                            | 1 620 721            | 2 448 406 | 66.2           | 106        | 60            | 46            | 15 289                   |                      | 86         | 124        | 35         |
| Fuente: Catholic-Hierarchy, que a su vez toma los datos del Anuario Pontificio. |                      |           |                |            |               |               |                          |                      |            |            |            |

## Episcopologio

### Sede de Mbandaka
- Edouard Van Goethem, M.S.C. † (25 de febrero de 1924-10 de abril de 1947 renunció)
- Hilaire Marie Vermeiren, M.S.C. † (10 de abril de 1947-8 de abril de 1963 renunció[nota 2])
- Pierre Wijnants, M.S.C. † (21 de abril de 1964-12 de abril de 1975 nombrado arzobispo de Mbandaka-Bikoro)

### Sede de Bikoro
- Leone Sieben, C.M. † (27 de junio de 1931-1932 falleció)
- Félix de Kempeneer, C.M. † (3 de junio de 1933-1938 falleció)
- André Windels, C.M. † (1939-1946 falleció)
- Camille Jean-Baptiste Vandekerckhove, C.M. † (21 de junio de 1946-27 de febrero de 1975 falleció)

### Sede de Mbandaka-Bikoro
- Pierre Wijnants, M.S.C. † (12 de abril de 1975-11 de noviembre de 1977 renunció)
- Frédéric Etsou-Nzabi-Bamungwabi, C.I.C.M. † (11 de noviembre de 1977 por sucesión-7 de julio de 1990 nombrado arzobispo de Kinsasa)
- Joseph Kumuondala Mbimba † (11 de octubre de 1991-6 de marzo de 2016 falleció)
- Fridolin Ambongo Besungu, O.F.M.Cap. (12 de noviembre de 2016-6 de febrero de 2018 nombrado arzobispo coadjutor de Kinsasa)[nota 3]
- Ernest Ngboko Ngombe, C.I.C.M., desde el 23 de noviembre de 2019